# Yo! Noid
Yo! Noid é um jogo da Capcom para o NES, baseado na franquia do mesmo nome da empresa de fast-food, Domino's. O jogo é baseado em outro jogo da Capcom, que foi lançado só no Japão, sendo que todos os gráficos e referências à armas marciais foram substítuidos por referências à metrópole Nova Iorquina, além da temática de pizza.